# 28. Goya-gála
A 28. Goya-gála során a 2013-ban bemutatott spanyol filmeket értékelték. A jelölteket az Academy of Cinematographic Arts and Sciences of Spain választotta ki. A madridi Marriott Auditorium Hotelben tartott ceremóniát a Televisión Española közvetítette 2014. február 9-én. A műsor házigazdája Manel Fuentes volt. A jelöltek listáját 2014. január 7-én hozták nyilvánosságra. A gála során Jaime de Armiñán kapta meg a tiszteletbeli Goya-díjat.

## Győztesek és jelöltek
A nyertesek félkövérrel jelölve.

### Fő díjak
| Legjobb film | Legjobb rendező |
| --- | --- |
| - Könnyű csukott szemmel élni - 15 años y un día - Caníbal - Csókok és gólok - La herida                                                                                              | - David Trueba – Könnyű csukott szemmel élni - Gracia Querejeta – 15 años y un día - Manuel Martín Cuenca – Caníbal - Daniel Sánchez Arévalo – Csókok és gólok                                                                               |
| Legjobb férfi főszereplő | Legjobb női főszereplő |
| - Javier Cámara – Könnyű csukott szemmel élni - Tito Valverde – 15 años y un día - Antonio de la Torre – Caníbal - Eduard Fernández – Todas las mujeres                               | - Marián Álvarez – La herida - Inma Cuesta – Hárommal több esküvő - Aura Garrido – Stockholm - Nora Navas – Tots volem el millor per a ella                                                                                                  |
| Legjobb férfi mellékszereplő | Legjobb női mellékszereplő |
| - Roberto Álamo – Csókok és gólok - Carlos Bardem – Alacrán enamorado - Juan Diego Botto – Ismael - Antonio de la Torre – Csókok és gólok                                             | - Terele Pávez – Bűbáj és kéjelgés - Susi Sánchez – 10.000 noches en ninguna parte - Maribel Verdú – 15 años y un día - Nathalie Poza – Todas las mujeres                                                                                    |
| Legjobb új színész | Legjobb új színésznő |
| - Javier Pereira – Stockholm - Berto Romero – Hárommal több esküvő - Hovik Keuchkerian – Alacrán enamorado - Patrick Criado – Csókok és gólok                                         | - Natalia de Molina – Könnyű csukott szemmel élni - Belén López – 15 años y un día - Olimpia Melinte – Caníbal - María Morales – Todas las mujeres                                                                                           |
| Legjobb eredeti forgatókönyv | Legjobb adaptált forgatókönyv |
| - Könnyű csukott szemmel élni – David Trueba - Hárommal több esküvő – Pablo Alén, Breixo Corral - Csókok és gólok – Daniel Sánchez Arévalo - La herida – Fernando Franco, Enric Rufas | - Todas las mujeres – Alejandro Hernández, Mariano Barroso - Alacrán enamorado – Santiago A. Zannou, Carlos Bardem - Caníbal – Manuel Martín Cuenca, Alejandro Hernández - Zip és Zap: Az üveggolyó csapat – Jorge A. Lara, Francisco Roncal |
| Legjobb iberoamerikai film | Legjobb európai film |
| - Azul y no tan rosa – Venezuela/Spanyolország - A német doktor – Argentína/Spanyolország - Gloria – Chile/Spanyolország - Az ígéret földje – Mexikó/Spanyolország                    | - Szerelem – Ausztria - A vadászat – Dánia/Svédország - A nagy szépség – Olaszország/Franciaország - Adèle élete – 1–2. fejezet – Franciaország/Belgium/Spanyolország                                                                        |
| Legjobb új rendező | Legjobb animációs film |
| - Fernando Franco – La herida - Neus Ballús – La plaga - Jorge Dorado – Emlékbúvár - Rodrigo Sorogoyen – Stockholm                                                                    | - Csocsó-sztori - El extraordinario viaje de Lucius Dumb - Hiroku: Defenders of Gaia - Justin, a hős lovag |

### Egyéb díjak
| Legjobb operatőr | Legjobb vágás |
| --- | --- |
| - Caníbal – Pau Esteve Birba - 15 años y un día – Juan Carlos Gómez - Bűbáj és kéjelgés – Kiko de la Rica - New York Shadows – Cristina Trenas | - Bűbáj és kéjelgés – Pablo Blanco - Hárommal több esküvő – Alberto de Toro - Csókok és gólok – Nacho Ruiz Capillas - La herida – David Pinillos |
| Legjobb látványtervezés | Legjobb gyártásvezető |
| - Bűbáj és kéjelgés – Arturo García, José Luis Arrizabalaga - Alacrán enamorado – Llorenç Miquel - Caníbal – Isabel Viñuales - Zip és Zap: Az üveggolyó csapat – Juan Pedro de Gaspar                                                                                   | - Bűbáj és kéjelgés – Carlos Bernases - Hárommal több esküvő – Marta Sánchez de Miguel - Los últimos días - Kilépni tilos – Josep Amorós - Zip és Zap: Az üveggolyó csapat – Koldo Zuazua |
| Legjobb hang | Legjobb vizuális effektusok |
| - Bűbáj és kéjelgés – Charly Schmukler, Nicolás de Poulpiquet, Charly Schmukler - Caníbal – Eva Valiño, Nacho Royo-Villanova, Pelayo Gutiérrez - Csókok és gólok – Carlos Faruolo, Jaime Fernández - La herida – Aitor Berenguer Abasolo, Jaime Fernández, Nacho Arenas | - Bűbáj és kéjelgés – Juan Ramón Molina, Ferrán Piquer - Csókok és gólok – Juan Ramón Molina, Juan Ventura Pecellín - Los últimos días - Kilépni tilos – Lluís Rivera Jove, Juanma Nogales - Zip és Zap: Az üveggolyó csapat – Korda Endre, Félix Bergés                                                 |
| Legjobb jelmeztervezés | Legjobb smink |
| - Bűbáj és kéjelgés – Francisco Delgado López - Hárommal több esküvő – Cristina Rodríguez - Szeretők, utazók – Tatiana Hernández - Könnyű csukott szemmel élni – Lala Huete                                                                                             | - Bűbáj és kéjelgés – María Dolores Gómez Castro, Javier Hernández Valentín, Pedro Rodríguez "Pedrati", Francisco J. Rodríguez Frías - Hárommal több esküvő – Eli Adánez, Sergio Pérez - Hibátlan előadás – Ana López-Puigcerver, Belén López-Puigcerver - Csókok és gólok – Lola López, Itziar Arrieta  |
| Legjobb eredeti filmzene | Legjobb eredeti dal |
| - Könnyű csukott szemmel élni – Pat Metheny - A Night in Old Mexico – Emilio Aragón - La mula – Óscar Navarro - Bűbáj és kéjelgés – Joan Valent | - "Do You Really Want to Be in Love?" (Josh Rouse) – Csókok és gólok - "Rap 15 Años y Un Día" (Arón Piper, Pablo Salinas, Cecilia Fernández Blanco) – 15 años y un día - "Aquí Sigo" (Emilio Aragón, Julieta Venegas) – A Night in Old Mexico - "De Cerca del Mar" (Fernando Arduán) – Alegrías de Cádiz |
| Legjobb rövidfilm | Legjobb animációs rövidfilm |
| - Abstenerse agencias - De noche y de pronto - El paraguas de colores - Lucas - Pipas | - Cuerdas - Blue & Malone, detectives imaginarios - O xigante - Vía Tango |
| Legjobb dokumentumfilm | Legjobb rövid dokumentumfilm |
| - Las maestras de la República - Con la pata quebrada - Guadalquivir - Món Petit | - Minerita - El hombre que estaba allí - La alfombra roja - La gran desilusión |

## Fordítás
- Ez a szócikk részben vagy egészben  a(z)   28th Goya Awards című angol Wikipédia-szócikk fordításán alapul.  Az eredeti cikk szerkesztőit annak laptörténete sorolja fel. Ez a jelzés csupán a megfogalmazás eredetét és a szerzői jogokat jelzi, nem szolgál a cikkben szereplő információk forrásmegjelöléseként.